# Борислав Георгиев
Вижте пояснителната страница за други личности с името Борислав Л. Георгиев.
Борислав Л. Георгиев (22 юни 1958 – 6 май 2020) е български езиковед, семиотик, езиков антрополог и публицист, доцент по съвременен български език в Нов български университет, където чете лекции по функционална грамотност и комуникативна граматика на българския език, езикова антропология, езикова прагматика, социолингвистика и семиотика на писмения текст.

## Биография
Син е на езиковедката проф. д-р Елена Георгиева и на учителя по литература Любомир Георгиев Костадинов, Борислав Георгиев е роден на 22 юни 1958 г. в София.
Завършва българска филология в Софийския университет „Св. Климент Охридски“ през 1984 г., а от 1985 до 2005 г. работи в Секцията за съвременен български език на Института за български език при БАН. През 1993 г. защитава докторска дисертация на тема „Норма и масмедии“. Старши научен сътрудник към БАН е от 1999. Хабилитира се с монографията „Значение и употреба на глаголи и имена за описание на общуването“.
В Нов български университет изгражда първата в България концепция, методология и методика за обучение на функционална грамотност по български книжовен език.
В периода 1988 – 2007 г. води седмичната рубрика „Езикова култура с Борислав Георгиев“ в рамките на предаването „12 плюс 3“ по програма „Хоризонт“ на Българското национално радио. Съавтор на предаването „Езикова култура за всекиго“ по образователната телевизия ЕСЕТ. Ръководител на проектите „Homo Balkanicus – знаковост и културна идентичност“ и „Прототипи на стандартизирани тестови задачи по български език в средното образование“. Работи по проект, свързан с българските традиционни словесни действия, водени семинар „Езици на субкултурите“ по въпросите на словесната комуникация.
Почива на 6 май 2020 г. в София след кратко боледуване.

## Членство в международни научни организации
- EURALEX (European Association for Lexicography)
- IASS (International Association of Semiotic Studies)
- BASS (Balkan Association of Semiotic Studies)
- IPrA (International Pragmatic Association)

## Награди и отличия
- Награда за млади и перспективни учени „Проф. Любомир Андрейчин“ на Института за български език при Българската академия на науките за постижения в областта на българското езикознание (2000).
- Специална награда за публицистика на вестник „Литературен форум“ по случай 150 години от рождението на Иван Вазов и Захари Стоянов за серия публикации в същия вестник (2000).